# Hierlatzkalk

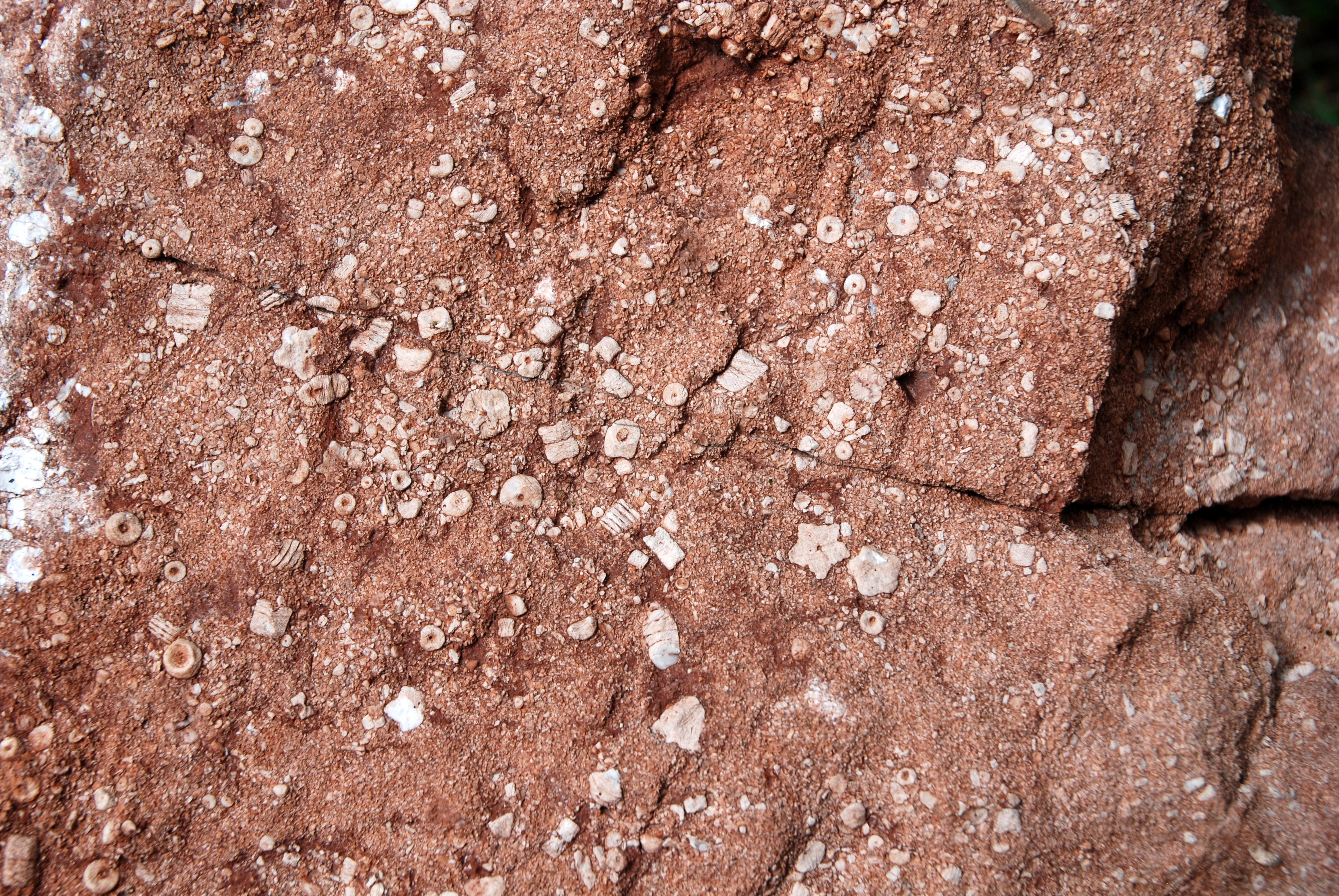
Hierlatzkalk mit fossilen Crinoiden, Fludergrabenalm, Österreich; Dekorstein des Salzkammerguts bekannt als Fludergrabenmarmor

Der Hierlatzkalk ist eine lithostratigraphische Formation in den Nördlichen Kalkalpen. Die Formation ist in den höheren, südlichen Anteilen der Nördlichen Kalkalpen anzutreffen. Der Hierlatzkalk ist nach der Berggruppe der Hirlatzwand und des Vorderen, Mittleren und Hinteren Hirlatz (heutige Schreibweise) bei Hallstatt benannt. Die Typlokalität liegt in dieser Gipfelgruppe eigentlich am Südabfall des Feuerkogels.

## Genese
Prinzipiell entstand der Hierlatzkalk in der Unterjura, wobei jedoch die Sedimentation dieses Kalktyps – etwa bei der Mitterwand – bis in die Mitteljura andauern kann. Der Hierlatzkalk bildet eine geringmächtige, lückenhafte Bedeckung auf dem lagunären Dachsteinkalk und ist vor allem in Form von Spaltenfüllungen anzutreffen. Die Hierlatzkalk dokumentiert das Absinken des Meeresbodens in immer größere Tiefen. Dieser Rotkalk bildete sich auf submarinen Hochzonen (Schwellen), wo Strömungen nur geringmächtige Sedimentanhäufungen erlaubten.
Der Hierlatzkalk ist besonders durch seinen Reichtum an runden oder fünfeckigen Crinoiden-Bruchstücken charakterisiert, deren weiße Farbe aus der roten Kalkmatrix hervorsticht. Er wurde zeitweilig unter der Bezeichnung Fludergrabenmarmor als Dekorstein abgebaut.